# San Francesco (Vito d'Asio)
San Francesco (Cjanâl in friulano occidentale, San Francesc in friulano standard) è una frazione del comune di Vito d'Asio.

## Geografia fisica
San Francesco si distende sull'ampia conca che si apre nell'Alta Val d'Arzino. Prati puliti e versanti boscosi offrono passeggiate che salgono alle case Giaf, alla Forca Armentaria, Palar e a Pozzis.
A pochi chilometri da questo borgo (precisamente presso i Piani di Chiampon a 790 m s.l.m.) nasce il torrente Arzino, che attraversa il paese e offre, con le sue innumerevoli cascate e le sue forti rapide, dei meravigliosi giochi d'acqua. Lungo tutto il corso del torrente sono presenti ampi litorali ghiaiosi e sabbiosi, molto frequentati dai turisti nel periodo estivo, quando un'acqua tiepida, visto il periodo dell'anno, rende questi luoghi molto attraenti.
San Francesco è posto a stretto contatto con la Carnia, ne rappresenta infatti la naturale porta d'accesso attraverso la pittoresca Valle di Preone, ma soprattutto, col valico di Sella Chianzutan, che è direttamente collegato con il tolmezzino e con la Carnia intera. Verso meridione, invece, si apre il restante tratto della Val d'Arzino, con le frazioni di Vito d'Asio, Anduins e Casiacco. Oltre si trovano il comune di Forgaria nel Friuli, Clauzetto e Pinzano al Tagliamento.

## Storia
Quest'antica zona della Valle si è formata in seguito all'insediamento di pastori clauzettani.
Nel periodo successivo al terremoto del 1976 le borgate del paese, parzialmente distrutte dal sisma, sono state rinnovate senza però cambiare la loro caratteristica fisionomia.